# A Tropical Sunday
A Tropical Sunday è un cortometraggio del 2013 diretto da Fabian Ribezzo.
Si tratta di una commedia drammatica su quattro bambini di strada che la domenica trascorrono il tempo al Luna Park di Maputo, alla ricerca dell’occasione per fare un giro su una giostra. Girato in Mozambico, diretto dall'italo-argentino Fabián Ribezzo, prodotto da Silvia Bottone e Azabache Films, in associazione con Mahla Filmes.
La storia del film è stata ispirata da ciò che accadeva ogni fine settimana nel Luna Park della Feira Popular di Maputo, in Mozambico: ogni domenica i ragazzi di strada si recavano al Tropical Luna Park tentando in tutti i modi di conquistare un giro gratuito.
L'idea è nata dall’articolo 31 della Convenzione delle Nazioni Unite sui diritti dell'infanzia (UNCRC): "Il diritto del fanciullo al riposo e al tempo libero, a dedicarsi al gioco e ad attività ricreative proprie della sua età e a partecipare liberamente alla vita culturale e alle arti".
Il film è stato presentato ai festival cinematografici internazionali e ha vinto il premio come Best Drama all'Aspen Shortsfest 2014.

## Trama
Maputo, Mozambico. È una domenica pomeriggio: la Feira Popular sta prendendo vita. La giostra più popolare - i mini aerei - ha già una lunga fila di bambini desiderosi di provare il brivido di un vero volo. Il divertimento non è gratuito, anche se per le famiglie benestanti questo non è un problema. Gito, Babu, Nuno e Lisa vivono per strada; hanno passato tutta la settimana a chiedere l’elemosina e a cercare nella spazzatura gli avanzi di cibo. Ma oggi è domenica e anche loro sono alla Feira. Si muovono tra le giostre, in cerca di quell'occasione tanto desiderata: quella di riuscire a saltare su una giostra e sentirsi di nuovo bambini.

## Riconoscimenti
- Best Drama Aspen Shortsfest – USA (2014)
- Best Short Film – Best Director – Best Editing  Silicon Valley Film Festival – USA (2014)[6][7][8]
- Miglior Attrice Soria Film Festival – Spagna (2014)[9]
- Menzione Speciale CAT Festival Moscow – Russia  (2014)
- Menzione Speciale della giuria Sapporo Shortfest – Giappone (2014)[10]
- Menzione Speciale “Visioni italiane” – Italy (2015)[11]
- Premio del Pubblico – Ciné Junior 25 – Francia (2015)[12]